# Adams (Nova York)
Adams és una població dels Estats Units a l'estat de Nova York. Segons el cens del 2000 tenia 1.624 habitants.

## Demografia
Segons el cens del 2000, Adams tenia 1.624 habitants, 705 habitatges, i 425 famílies. La densitat de població era de 407,2 habitants/km².
Dels 705 habitatges en un 29,6% hi vivien nens de menys de 18 anys, en un 45,4% hi vivien parelles casades, en un 11,5% dones solteres, i en un 39,6% no eren unitats familiars. En el 33,3% dels habitatges hi vivien persones soles el 17,7% de les quals corresponia a persones de 65 anys o més que vivien soles. El nombre mitjà de persones vivint en cada habitatge era de 2,3 i el nombre mitjà de persones que vivien en cada família era de 2,96.
Per edats la població es repartia de la següent manera: un 26,1% tenia menys de 18 anys, un 7,1% entre 18 i 24, un 28,9% entre 25 i 44, un 21,6% de 45 a 60 i un 16,3% 65 anys o més.
L'edat mediana era de 37 anys. Per cada 100 dones de 18 o més anys hi havia 82,1 homes.
La renda mediana per habitatge era de 30.677 $ i la renda mediana per família de 41.667 $. Els homes tenien una renda mediana de 31.058 $ mentre que les dones 25.724 $. La renda per capita de la població era de 18.452 $. Entorn del 12,1% de les famílies i el 15,3% de la població estaven per davall del llindar de pobresa.